# 天津铁厂街道
天津铁厂街道，又称天铁街道，行政上是由中华人民共和国天津市河东区下辖的街道办事处，实际上位于河北省邯郸市涉县，是天津市在涉县的一块飞地。

## 历史
1969年8月5日，经国务院、中央军委批准，天津市在涉县秘密建立钢铁厂（代号6985工程），为天津第一家钢铁厂。
随着铁厂的员工越来越多，为了方便管理，天津市于1988年在这里设立了街道办事处，划归河东区管辖。
根据天津市委、市政府关于剥离天铁集团办社会职能的总体方案要求，经中共河东区委、区政府研究决定，设立中共天津市河东区委天津铁厂街道工作委员会、天津市河东区人民政府天津铁厂街道办事处和天津市河东区天铁教育中心。2017年4月1日，双方在天铁二中学术报告厅召开天津市河东区接收天铁集团剥离办社会职能大会。

## 行政区划
天津铁厂街道下辖以下地区：
神山社区、神黄社区、黄花脑社区、旁岐社区、寨坡山社区和新家园社区。